# Lupinus tayacajensis
Lupinus tayacajensis är en ärtväxtart som beskrevs av Charles Piper Smith. Lupinus tayacajensis ingår i släktet lupiner, och familjen ärtväxter. Inga underarter finns listade i Catalogue of Life.